# Spikudden
Spikudden är en havsvik och ort i Skellefteå kommun söder om Bjuröklubb och nordost om Lövånger.
Spikudden består mest av fritidsbebyggesle. Norr om viken finns udden Björkåsen som gränsar till viken Gumhamn.